# Go!Go!なかよし団
『Go!Go!なかよし団』（ゴーゴーなかよしだん）は、ハタノヒヨコによる日本のルポ漫画作品。『なかよし』（講談社）にて2010年8月号から連載中。
ハタノと、彼女の担当編集者が、あらゆることに体当たりで挑戦する様子を描いた、セミドキュメンタリーコミック。なお、枠外には、「実話を元にしたフィクションです」という注意書きがなされている。